# Kalejdoskopiska aktiviteter
Kalejdoskopiska Aktiviteter är ett musikalbum med Qoph, släppt den 10 oktober 1998. Det drygt 18 minuter långa instrumentala titelspåret "Kalejdoskopiska Aktiviteter" finns endast med på vinylutgåvan .

## Låtförteckning
1. "Vansinnet" - 7:34
2. "Ta farväl" - 5:56
3. "Än lyser månen" - 6:15
4. "Månvarv" - 4:53
5. "En måne som ler" - 1:36
6. "Aldrig tillbaks" - 6:20
7. "Herr Qophs villfarelser" - 9:37
8. "Förförande rädsla" - 13:55
9. "Kalejdoskopiska aktiviteter" - 18:55 (bonusspår på vinylversionen)

## Musiker
- Robin Kvist - sång
- Filip Norman - gitarr
- Jimmy Wahlsteen - gitarr
- Federico de Costa - trummor
- Patrik Persson - bas

## Gästmusiker
- Karl Asp - saxofon, (på "Ta Farväl", "Aldrig Tillbaks", "Förförande Rädsla" samt på "Kalejdoskopiska Aktiviteter")
- Ola de Freitas - fiol, (på "Vansinnet")
- Joakim Svalberg - moog, (på "Kalejdoskopiska Aktiviteter")

### Produktion
- Bo Fredrik Gunnarsson - ljudtekniker
- Marcus von Boisman - ljudtekniker
- Petter Ingman - ljudtekniker